# Gare de Vincey
Gare de Vincey – przystanek kolejowy w miejscowości Portieux (tuż obok Vincey), w departamencie Wogezy, w regionie Grand Est, we Francji. Jest zarządzany przez SNCF i obsługiwany przez pociągi TER Grand Est.

## Położenie
Znajduje się na linii Blainville – Damelevières – Lure, na km 30,162 między stacjami Charmes i Châtel – Nomexy, na wysokości 291 m n.p.m.

## Linie kolejowe
- Linia Blainville – Damelevières – Lure